# Bobadilla del Campo
Bobadilla del Campo è un comune spagnolo di 393 abitanti situato nella comunità autonoma di Castiglia e León.